# Lithurgus antilleorum
Lithurgus antilleorum là một loài Hymenoptera trong họ Megachilidae. Loài này được Michener mô tả khoa học năm 1988.